# 闘いの挽歌
『闘いの挽歌』（たたかいのばんか、英題：Trojan）は、カプコンが1986年4月に稼働開始したアーケード用横スクロールアクションゲーム。
同年12月24日にはファミリーコンピュータ版、北米のみでPC/AT互換機版が発売された。またアーケード版や移植版はそのほかの家庭用ゲーム機向けソフトにも収録・配信されている（#移植版）。

## ゲーム内容
8方向レバーと2つのボタンを使って、主人公「リュウ」を操作する。2つのボタンの効果は武器を持っているときは「剣を振る」と「盾で防御」だが、素手になると「パンチ」と「キック」に変更される。
全6ステージの2周構成で、合計12ステージ。画面の左右から迫ってくる敵を倒して進む。各ステージの最後にいるボスを倒せばクリア。
プレイヤーキャラクターと敵キャラクター達は大型のグラフィックが用いられている。ステージにはギミック的な要素はほとんど存在せず、プレイヤーを脅かす要因はもっぱら敵キャラクターからの攻撃である。
主人公の攻撃方法は剣だけで、防御は盾で行う。ただし、丸まり攻撃やマジックボールを盾で受けると素手になる。
プレイヤーの体力ゲージは攻撃を受けると減っていく。体力回復にはステージクリアか、時々登場する回復アイテム（翼の生えたハート）を取るしかない。体力が全て無くなるか、タイムオーバーで1ミスとなる。3ミスでゲームオーバー。ただし、コンティニューすると一定のポイントからゲームが再開する。

## ストーリー
核戦争が終局を迎えた世紀末、剣王が率いる悪の軍団によって支配され続けている世界があった。この世界の人々は悪の軍団の横暴なやり方に怯えながらの生活をすごしていた。すべての武術を習得している君は、剣王の力に怯えている人たちの依頼を受け、この世界に再び平和を呼び戻すべく悪の軍団に立ち向かう。

## ステージ構成
STAGE 1：FIRST MISSION
廃墟の街の中を進むステージ。
STAGE 2：THE CRAGGY CLIFF
岩山を背景に進むステージ。
STAGE 3：HIDING PLACE 1
ビルの内部をエレベーターに乗って進むステージ。
STAGE 4：HIDING PLACE 2
建物内部を進むステージ。
STAGE 5：HIDING PLACE 3
建物内部をマンホールの穴から下へと進むステージ。
STAGE 6：THE FINAL BATTLE
古めかしい宮殿のような場所を進むステージ。

## 登場キャラクター
リュウ
本作の主人公。

### 敵キャラクター

#### 雑魚キャラクター
ほとんどの雑魚は1発で倒せる。
スマッシャー（Smasher）
ハンマーで攻撃してくる最弱の雑魚。
スラッシュ（Slash）
普段はナイフを投げるが、時々マジックボールを投げてくる。この雑魚のみ2発の攻撃を当てないと倒せない。
ロードダイバー（Road Diver）
マンホールから出現し、ボーガンで狙撃してくる。
ボンバーマン（Bomberman）
ビルの窓からダイナマイトを投げてくる。スーパージャンプでないとこちらの攻撃が届かない。
レッドアロー（Red Allow）
岩山の上からボーガンで狙撃してくる。スーパージャンプでないとこちらの攻撃が届かない。
スカイジャイロ（Sky Gyro）
空を飛びながら爆弾を落として攻撃してくる。スーパージャンプでないとこちらの攻撃が届かない。

#### ボスキャラクター
エンディングの後に彼らの紹介シーンが登場する。
マムシ（Mamushi）
斧を持ったスキンヘッドの暴漢。
アイアンアーム（Iron Arm）
片手が義手になっている巨漢。この義手を伸ばして攻撃する。
アルマジロン（Armadillon）
背中を固い甲羅で覆った怪人。丸まり攻撃と火炎弾が武器。
ゴブリン（Goblin）
高く飛び跳ねることができる醜悪な風貌の男。棘の玉を投げる。
マッスラー（Muscler）
兜と肩当のみで武装したパンツ姿の巨漢。ガード不可の棍棒が武器。
トロージャン（Trojan）
リュウと似た技を使うアキレス配下の剣士。なお彼の名前は本作の日本国外版タイトルに流用されている。
アキレス（Achilles）
悪の軍団を率いる「剣王」。本作の最終ボス。長剣を使う。リュウとの対決前には剣の鞘を投げ捨てる。

## 移植版
| No. | タイトル                               | 発売日                                    | 対応機種                                                         | 開発元            | 発売元   | メディア                              | 型式                                  | 備考                                   |
| --- | -------------------------------------- | ----------------------------------------- | ---------------------------------------------------------------- | ----------------- | -------- | ------------------------------------- | ------------------------------------- | -------------------------------------- |
| 1   | 闘いの挽歌 Trojan                      | 1986年12月24日 1987年2月 1989年3月23日    | ファミリーコンピュータ                                           | カプコン第2企画室 | カプコン | 1メガビットロムカセット               | CAP-TA NES-TJ NES-TJ-EEC              |                                        |
| 2   | Trojan                                 | 1986年                                    | PC/AT互換機                                                      | カプコン          | カプコン | フロッピーディスク                    | -                                     |                                        |
| 3   | カプコン クラシックス コレクション     | 2005年9月27日 2005年11月18日 2006年3月2日 | Xbox PlayStation 2                                               | カプコン          | カプコン | DVD-ROM                               | PS2: SLUS-21316 SLES-53661 SLPM-66317 | アーケード版の移植、Xbox版は日本未発売 |
| 5   | カプコン アーケード キャビネット       | 2013年2月19日 2013年2月20日               | PlayStation 3 (PlayStation Network) Xbox 360 (Xbox Live Aracade) | カプコン          | カプコン | ダウンロード                          | -                                     |                                        |
| 6   | Capcom Arcade Cabinet: Game Pack 3     | 2013年5月19日                             | PlayStation 3 (PlayStation Network) Xbox 360 (Xbox Live Aracade) | カプコン          | カプコン | ダウンロード                          | -                                     |                                        |
| 7   | Capcom Arcade Cabinet: All-In-One Pack | 2013年5月21日                             | PlayStation 3 (PlayStation Network) Xbox 360 (Xbox Live Aracade) | カプコン          | カプコン | ダウンロード                          | -                                     | アーケード版の移植                     |
| 8   | 闘いの挽歌                             | 2016年8月31日                             | Wii U                                                            | カプコン          | カプコン | ダウンロード （バーチャルコンソール） | -                                     | ファミリーコンピュータ版の移植         |
| 9   | カプコンアーケードスタジアム           | INT 2021年2月18日                         | Nintendo Switch                                                  |                   | カプコン | ダウンロード                          | -                                     | アーケード版(日本版のみ収録)の移植     |
| 10  | カプコンアーケードスタジアム           | INT 2021年5月25日                         | PlayStation 4 Xbox One PC(Steam)                                 |                   | カプコン | ダウンロード                          | -                                     | アーケード版(日本版のみ収録)の移植     |

ファミリーコンピュータ版
アーケード版には存在しない隠し部屋があり、パワーアップアイテムが多く登場するが敵が登場することもある。
業務用にはいない敵キャラクターが登場する。
キラーフィッシュ（Killer Fish）
雑魚キャラクター。沼の水面を泳ぎながら突進してくる怪魚。盾で防ぐことも可能。
バーバリアン（Berbarian）
雑魚キャラクター。沼から飛び出して火を噴く怪人。攻撃を3発当てないと倒せない。
キングスリーク（King Shriek）
ボスキャラクター。アキレス戦の直前で対決する闘士で、長い鎖の付いた鉄球が武器。登場時に壁を破壊し瓦礫を飛ばしながら登場する演出があり、飛ばす瓦礫にも攻撃判定が存在する。
一部の敵キャラクターの表現に変更がある。
マムシ（Mamushi）
覆面を被っている。
アイアンアーム（Iron Arm）
義手が飛び道具になっている。
アキレス（Achilles）
対決前にマントを脱ぎ捨て、対決時のみ長剣を所持する。
回復アイテム以外のパワーアップアイテムが追加されている。
2周目はなく、6ステージ終了でエンディング。
コンティニューはゲームオーバー後のタイトル画面でコマンドを入力してスタートする。
VSモードが追加されている。主役のリュウがVSモードの1Pで、ボスキャラクターのトロージャンがVSモードの2P。
ファミリーコンピュータ版の発売時にTVCMが放映され、随所に散りばめた新要素の映像と終盤の映像に追加キャラクターであるキングスリークの登場シーンで印象付けた。なおTVCMのナレーションは声優の山田康雄が担当している。
最初期型のファミコン（コントローラーのボタンが四角ゴム）では起動しないことがあるとして、カセット回収のアナウンスが行われた。
PlayStation 2版
ジャンプボタンを含む3ボタンでの操作になる。

## スタッフ
アーケード版
- ゲーム・デザイン：西山隆志
- プログラマー：江川陽一
- グラフィックデザイン：河野浩行、貞本友思[6]、北村玲[7]
- 音楽：森安也子

ファミリーコンピュータ版
- スプライト処理：北村玲
- グラフィック：岸本泰明
- 音楽：森安也子
- 音楽プログラマー：坂口由洋

## 評価
アーケード版
1998年にそれまで発売されていたアーケードゲーム全てを対象に行われたゲーメストムック『ザ・ベストゲーム2』では「秀作ゲーム」として選定され、「操作系は、レバーでジャンプを行い、2つのボタンは剣を振るものと、盾を構えるものがあった。当時、ボタンでガードというアイデアは初めての試みだった」、「それほど派手ではなく、かつゲームの難易度が半端じゃなく高いので、やらなかった人が多いが、ハマった人はこれほどハマったゲームはないといっていいほど熱いゲームだ」と難易度の高さに関して指摘しているが、操作性における革新性と、熱中度に関して肯定的に評価されている。
ファミリーコンピュータ版
- ゲーム誌『ファミコン通信』の「クロスレビュー」では、6・7・8・7の合計28点（満40点）となっている。レビュアーの意見としては、「暗くてジメジメした世界が展開されている」、「難しくて進めなかった『魔界村』の5倍くらいは面白い」などと評されている。
- ゲーム誌『ファミリーコンピュータMagazine』の読者投票による「ゲーム通信簿」での評価は以下の通り19.68点（満30点）となっている。

| 項目 | キャラクタ | 音楽 | 操作性 | 熱中度 | お買得度 | オリジナリティ | 総合  |
| 得点 | 3.57       | 3.28 | 3.22   | 3.51   | 3.01     | 3.09           | 19.68 |